# 北區社區健康中心

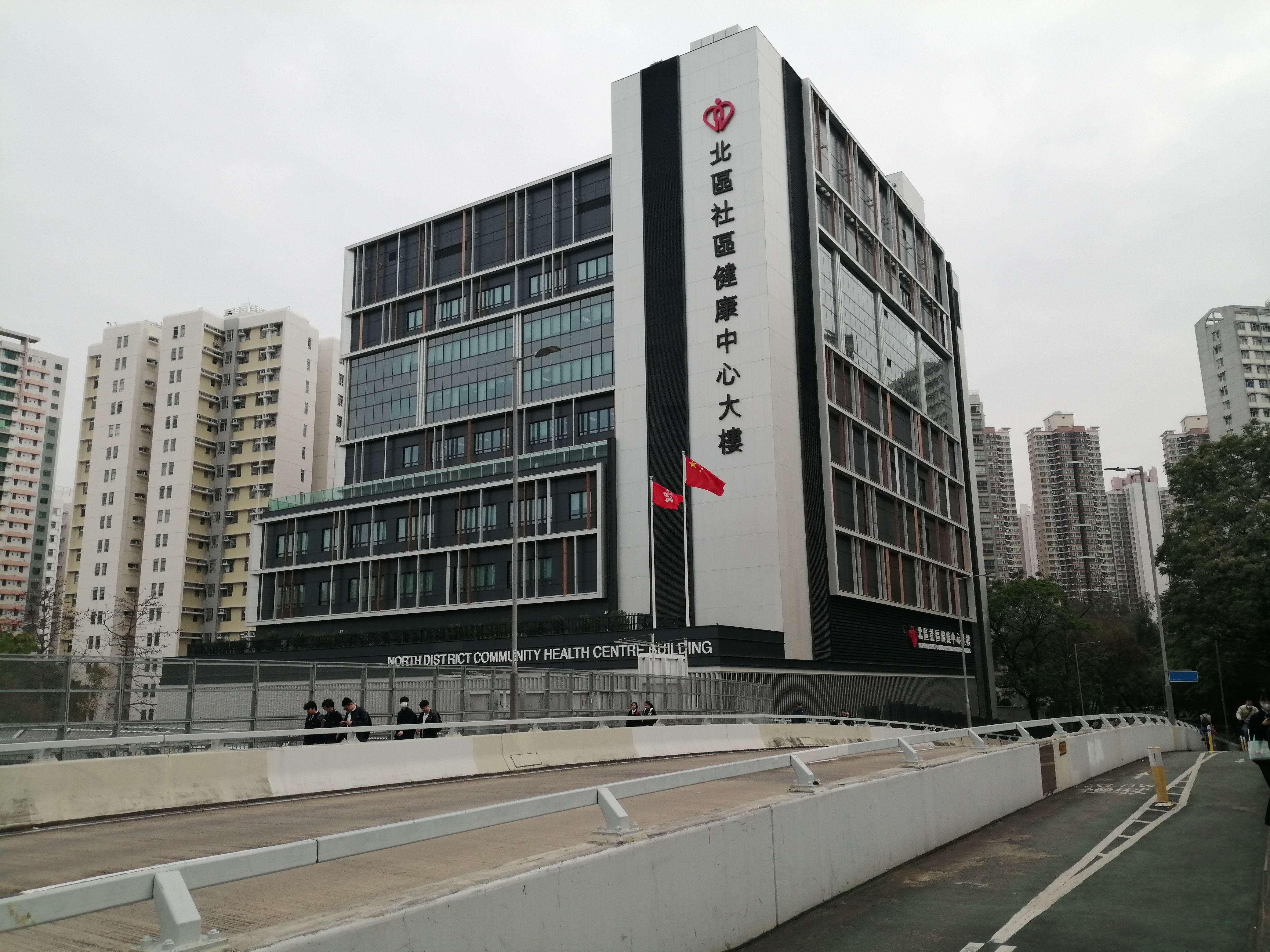
北區社區健康中心

北區社區健康中心（英語：North District Community Health Centre），是一個位於香港新界上水衛和街3號的社區健康中心。工程進行期間被指造成周邊地區的大廈出現裂紋。2024年9月2日，石湖墟學生健康服務中心率先遷入北區社區健康中心9樓。2024年12月16日，位於健康中心大樓內的北區家庭醫學中心開幕，而石湖墟賽馬會普通科門診亦隨之關閉，石湖墟長者健康中心亦遷移至此，而母嬰院則於2025年1月27日投入服務。
有市民反映新健康中心交通配套不足。